# جمعية مرشدات إستونيا
جمعية مرشدات إستونيا هي المنظمة التوجيهية الوطنية في إستونيا. في عام 1993 تم قبولها كعضو في الجمعية العالمية للمرشدات وفتيات الكشافة.